# Curlew River
Curlew River (uváděno též jako Řeka Sumida nebo Řeka kolih) je opera Benjamina Brittena složená na námět středověké japonské hry Řeka Sumida. Libreto napsal William Plomer. Premiéru měla opera 13. ledna 1964 v kostele sv. Bartoloměje v Orfordu v Suffolku. Britten zde, stejně jako v dalších svých specifických scénických dílech, tzv. church parables - duchovních podobenství, zpracovává formou středověkých chrámových představení dějově jednoduchý příběh s duchovním poselstvím na téma bídy pozemského života člověka a velkorysosti Boží milosti.

## Charakteristika díla
Opera začíná i končí obřadním průvodem mnichů, kteří během hry, kteří během hry, v čistém stylu japonského divadla nó, sami stylizovaně ztělesňují všechny postavy včetně ústřední ženské role Matky. Brittenův hudební jazyk vychází z motiviky úvodního latinského chorálu. Celkově tak jemnou formou dochází k prolínání západní a východní kultury.

## Obsah děje
Děj opery točí kolem setkání poutníka s převozníkem, kterého žádá o přeplutí přes řeku. Během plavby převozník vypráví příběh o neznámém cizinci, se kterým byl malý chlapec. Když oba vystoupili na druhém břehu, odmitl chlapec pokračovat v cestě s dotyčným cizincem. Ten jej zbil a pokračovla v cestě sám. Ačkoliv s chlapce ujali lidé od řeky, dotyčný vysílením zanedlouho zemřel. Poutník slyší pláč ženy, matky dotyčného chlapce. Vyzývá ji k modlitbě za duši jejího syna. Matka slyší hlasy jdoucí od vody - volání kolih, ptáků na řece Sumidě. Do společného zpěvu se přidává další hlas, v němž matka poznává hlas ztraceného syna. Jeho duch se zjevuje, žehná všem a matka procitá ze svého šílenství.

## Inscenační historie v Česku
Česká premiéra opery proběhla 29. listopadu 2005 v rámci festivalu Struny podzimu v Českém muzeu hudby v Praze v podání souboru opery Národního divadla. Operu nastudoval Marko Ivanović. Režii měl Jiří Heřman.